# Підгірнянський заказник
Підгірня́нський зака́зник — лісовий заказник місцевого значення в Україні. Об'єкт природно-заповідного фонду Хмельницької області. 
Розташований у межах Старокостянтинівського району Хмельницької області, на північний схід від села Новоселиця. 
Площа 38 га. Статус присвоєно згідно з рішенням сесії обласної ради народних депутатів від 28.10.1994 року № 7. Перебуває у віданні ДП «Старокостянтинівський лісгосп» (Сковородецьке л-во, кв. 3). 
Статус присвоєно для збереження частини лісового масиву з цінними насадженням дуба. 